# 法制処
法制処（ほうせいしょ）は、大韓民国の国家行政機関で、日本の内閣法制局に相当する。

## 沿革
- 1948年8月 - 総理室所属の法制処が発足。
- 1954年11月29日 - 法務部所属の法制室に改編。
- 1960年6月15日 - 国務院事務処所属の法制局に改編。
- 1962年12月26日 - 再び総理室傘下の法制処に改編。

## 役割
時代的変化に応じる国家の法体系の基盤を確立する為に、政府の法制行政全般に関する政策の企画・推進、政府による立法計画の総括・調整、法令案・条約案の審査、法令に対する有権解釈、国務総理による行政審判委員会の運営、国内外法制に関する調査・分析、法令の広報及び自治立法支援等の事務を担当する。

## 組織

### 幹部
- 処長
  - 代弁人
- 次長
  - 企画調整官

### 下部組織
- 運営支援課
- 行政法制局
- 経済法制局
- 社会文化法制局
- 法令解釈情報局
- 法制支援団